# 埃德納 (德克薩斯州)
埃德納（英語：Edna）是一個位於美國德克薩斯州傑克遜縣的城市。根據2010年美國人口普查，該地共人口5499人，而該地的面積約為10.70平方千米。同時該地也是傑克遜縣的縣治。

## 地理
埃德納的座標為28°58′43″N 96°38′46″W / 28.97861°N 96.64611°W，而該地的平均海拔高度為20米（即66英尺）。